# Famille de Brocas de Beaurepaire et Roche Court
Pour les articles homonymes, voir Brocas (homonymie).
La famille de Brocas de Beaurepaire et Roche Court est une famille de la noblesse britannique, entre les XIVe et XVIIIe siècles.
Ses membres eurent les titres de sir (chevalier adoubé) et d'écuyer — en anglais esquire et armiger (en). Seigneurs du manoir de Beaurepaire et du manoir de Roche Court, dans le Hampshire. Elle était une branche de la maison de Brocas, seigneurs de Brocas en Aquitaine aux XIIe et XIIIe siècles.
Une branche de cette Maison était installée depuis au moins 1225 à Sault-de-Navailles. Ruinée pour son attachement à la cause Plantagenêt, ces membres durent servirent dans l'armée anglaise des guerres d'Écosse entre 1296 et 1314. Son ancêtre principal était Arnaud de Brocas, valettus regis, chevalier mort en juin 1314 probablement lors de la bataille de Bannockburn. Son épouse était une demoiselle de Campagne, descendante de Bertrand-Raymond de Campagne, Sénéchal de l'Agenais pour le roi d'Angleterre. Plusieurs membres de ces deux familles émigrèrent en Angleterre à partir de 1315 pour y faire souche. Elle servira loyalement la Maison Plantagenêt, rois d'Angleterre, au cours de la guerre de Cent Ans, puis pendant la période de la guerre des Deux-Roses. Elle sera également loyale à la Maison Stuart pendant la Révolution anglaise.
En 1729, Sir Richard Brocas, chevalier, d'une branche cadette, sera Lord-maire de Londres. Une autre branche cadette ira s'installer à Dublin en Irlande.
La branche aînée des Brocas, héritière de Beaurepaire s'éteindra par les mâles en 1506 ; la branche aînée de la branche cadette, héritière de Beaurepaire, s'éteindra en descendance légitime en 1777.

## De l'Aquitaine à l'Angleterre
Au cours du XIIIe siècle siècle, cette famille était connue principalement dans la région de Saint Sever. La paroisse de  Église Saint-Pierre de Brocas et son donjon, aujourd'hui sur la commune de Montaut (Landes), était le fief principal de cette branche de Brocas. Elle était attestée présente à Sault-de-Navailles dès 1225 ; à Orthez dès 1261. Cette branche de la Maison de Brocas s'est établie en Angleterre au XIVe siècle.  Elle était possessionnée principalement dans le sud de l'Angleterre ; dans le Duché d'Aquitaine à Bordeaux, près du Palais de l'Ombrière.
L'auteur de cette famille est un cadet, En Arnaud de Brocas. Toutes les généalogies imprimées des Brocas de Beaurepaire, tant en Angleterre qu'en France avant cet Arnaud de Brocas, mort en Écosse en 1314, sont fausses et légendaires. En Arnaud de Brocas, sera nommé Bailli de l’Île d’Oléron, Bailli d'Agen, gardien du château royal de Tournon en Agenais, Avocat, magistrat du roi pour toute la Gascogne. Il sera tué probablement à la Bataille de Bannockburn en  Écosse en 1314. Ses enfants attestés seront : Jean (chevalier) et Bernard (Clerc (christianisme) du roi). Un autre frère non attesté est connu : Arnaud de Brocas. Les trois frères seront alors envoyés à la Cour d'Angleterre pour leur éducation. Ils seront accompagnés d'autres cousins et parents. Pour subvenir à leur existence, le roi leur accorda l’Office des Registres de la Cour de Justice d’Agen.

L'aîné, Sir Jean de Brocas (c.a. 1298-1365), chevalier, sera Maître de la Cavalerie du roi (Master of the Horse (en)). Sir Jean de Brocas, était déjà adoubé Chevalier et présent lors de la Bataille de L'Écluse (1340). Il était possessionné dans le Berkshire, le Hampshire, le Surrey, le Kent et le Sussex. Il sera également connétable de la prison de Nottingham entre 1336 et 1344, charge qu'il ne gardera pas. 

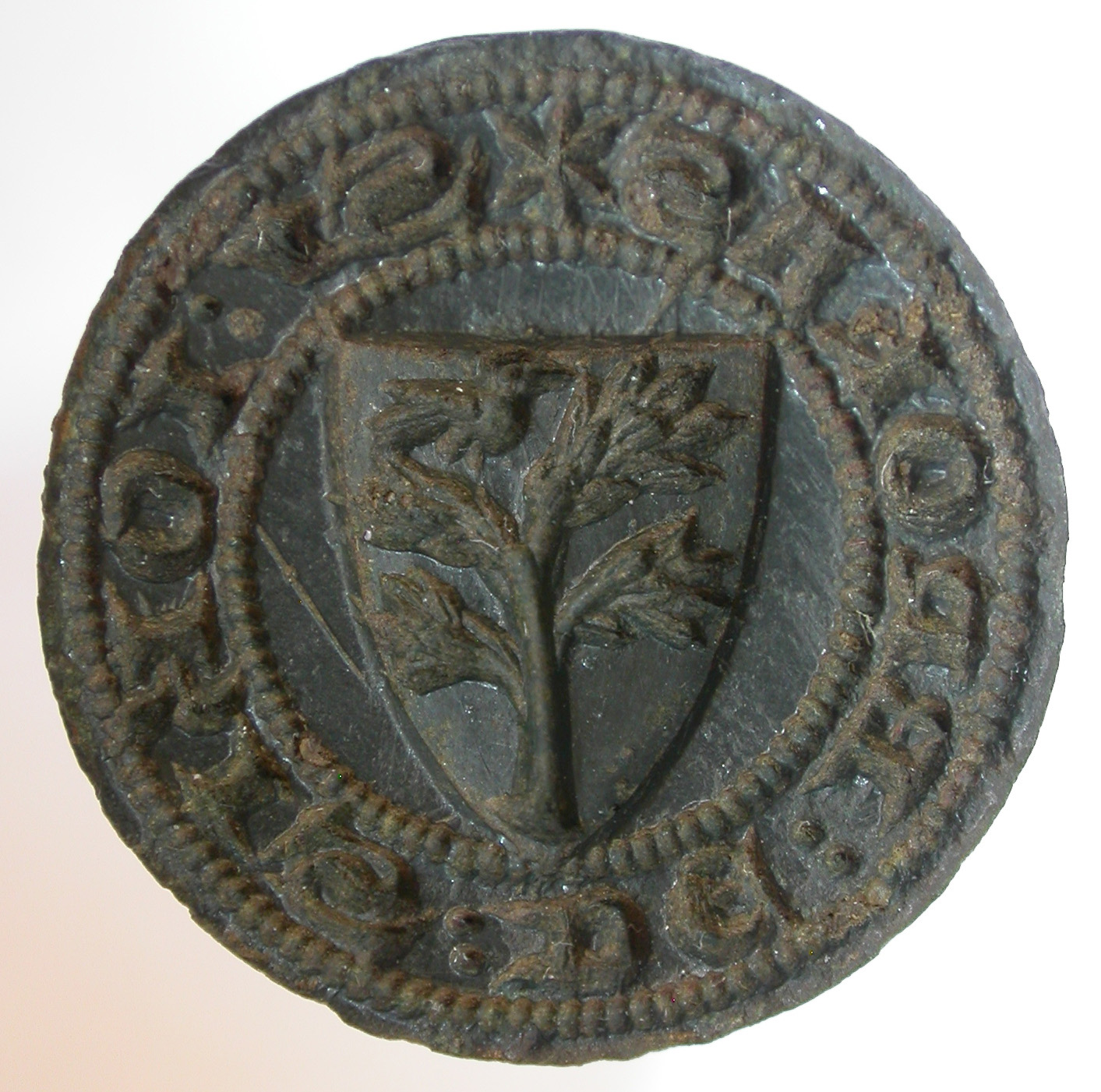
Matrice du Sceau de Jean de Brocas entre 1336-1344 alors connétable de la prison de Nottingham. "Sr:IOhIS:DE:BROKAS". diamètre : 21.5 mm.

. Un de ses fils, Sir Bernard de Brocas (c.1330 - 1395), seigneur de Beaurepaire, Hampshire (en), chevalier, formera la branche des Brocas, seigneurs de Beaurepaire et de Roche Court. Bernard sera Maître de la cavalerie du roi d'Angleterre comme son père. Il sera également Maître héréditaire des chiens Buckhound (en) de Vénerie du roi d'Angleterre (Master of the Buckhounds (en)). Bernard de Brocas, chevalier, sera compagnon du prince de Galles Édouard de Woodstock dit le Prince Noir. Il est le personnage le plus connu de cette branche. Il est en 1363, connétable d'Aquitaine pour le roi d'Angleterre. Son gisant est dans l'Abbaye de Westminster.
Maître Bernard de Brocas (†1368), le second frère, est un  ecclésiastique. il est clerc du roi et Magister ou Maître ès Arts d’une Université inconnue. Il est déjà Recteur de l'église Saint Nicolas de Guildford en 1324. Il tiendra de nombreux postes dans l'administration du duché d'Aquitaine au Palais de l'Ombrière à Bordeaux. Au début de sa carrière, en 1339-1340, il apparaît dans les Mentions de dispositions maritimes consignées dans le compte de Bernard Brocas, contrôleur du 3e compte du lieutenant du connétable. Il achète en 1353 avec son frère aîné Jean dans le Hampshire en Angleterre, le domaine de Beaurepaire à la famille Peeche (Peche). En 1357, il est gardien et exécuteur du sceau et du contre-sceau du roi d’Angleterre à Bordeaux. « Monseigneur » Maître Bernard de Brocas, clerc du roi, est Chanoine du Chapitre de la Cathédrale de Chichester de la Sainte Trinité en Angleterre. Entre 1361 et 1362, il est Commissaire du roi pour prendre et recevoir les comptes, profits et émoluments de la seigneurie d’Aquitaine. Il est alors installé à Poitiers pour recevoir les comptes du Poitou. Il servira la couronne anglaise aussi bien en Aquitaine qu’en Angleterre. Nous savons qu’il était possessionné à Bordeaux dans la grande rue Saint Maixant et dans la mouvance du Chapitre de la Cathédrale Saint-André de Bordeaux. Il avait racheté les fiefs de Pierre de Moyssiet en 1364. Il fonda également une Chapellenie avec prébende, nommée chapelle « Bernard du Brocars » dans l’église Saint Pierre de Bordeaux, attachée à une maison et ses droits près de la rue St Rémy à Bordeaux. Mort en 1368, son gisant dans l’église St Nicolas de Guildford a disparu aujourd’hui.
Le dernier des trois frères, Arnaud de Brocas, était lui aussi valet du roi d'Angleterre (King's valet). Il était en 1320, le lieutenant de  son oncle, Arnaud de Brocas, Bailli de Villeréal et Agen. Arnaud échappera de peux à la mort lors de l’attaque du siège de la baillie de Villeréal. Il était serviens (Écuyer (gentilhomme)) du roi d’Angleterre en 1330, date à laquelle, il était aussi Maître des chevaux (Master of the horse) du Prince Jean d’Eltham (en), second fils d’Édouard II.
Tous navigueront entre l'Aquitaine et l'Angleterre tout au long de la guerre de Cent Ans. Présents lors de la Bataille de Crécy en 1346, les chevaliers Jean (père), Olivier (fils aîné), Bernard (cadet) et leur cousin Menaut II de Brocas seront tous au service du roi d'Angleterre. Ils combattront également tous à la Bataille de Poitiers où Sir Bernard de Brocas participa à la capture du roi de France Jean II le Bon. Sir Bernard de Brocas sera présent en 1367 lors de la Bataille de Nájera en Espagne.
Elle posséda des terres près de Windsor, Clewer et du Collège d'Eton, qui furent ensuite vendues au roi pour son château de Windsor. Brocas Park, près d'Eton, le long de la Tamise, face au Château de Windsor, en est le souvenir toujours actuel. Le Berkshire (première acquisition en Angleterre attestée le 14 juin 1321), le  Hampshire et le  Surrey sont les principaux lieux de résidence de cette famille. En 1729, Sir Richard Brocas sera Lord-Maire de Londres. Au XVIIIe siècle, elle était une des dix plus anciennes familles nobles du Hampshire. Elle possédera durant trois siècles la charge héréditaire de Master of the Buckhounds, Maître des chiens de Vénerie du roi d'Angleterre (équivalent à Grand veneur de France). Sir Jean de Brocas et son fils Sir Bernard de Brocas seront également Maître des chevaux Master of the Horse (équivalent à Grand écuyer de France) entre 1360 et 1388.

À son apogée au XIVe siècle, elle vacille en 1400 par la décapitation à Londres de Sir Bernard II de Brocas de Beaurepaire de Roche Court (c. 1354 - 5 février 1400), chevalier. Il avait participé à la conspiration qui souhaitait restaurer Richard II sur le trône, déposé par Henri IV (roi d'Angleterre) lors du Soulèvement de l'Épiphanie. Les différentes branches traverseront, dans les rangs de la noblesse, les péripéties de l'histoire  du Royaume-Uni jusqu'à la fin du XVIIIe siècle. Une première branche aînée, seigneur de Beaurepaire, s'éteindra avec William Brocas de Beaurepaire de Roche Court, mort en 1506. Sa fille Edith Brocas de Beaurepaire (†1577), épousera Ralph Pexall (†c.a 1540). Leur petite fille, Anne Pexall de Beaurepaire de Roche Court (†c.a 1591) épousera son lointain cousin, Bernard Brocas de Horton (†1589), de la branche cadette issue de Bernard Brocas d'Alton et de Bradley (†avant 1432), dernier fils de Sir Bernard Brocas de Beaurepaire de Roche Court (†1400), chevalier. 

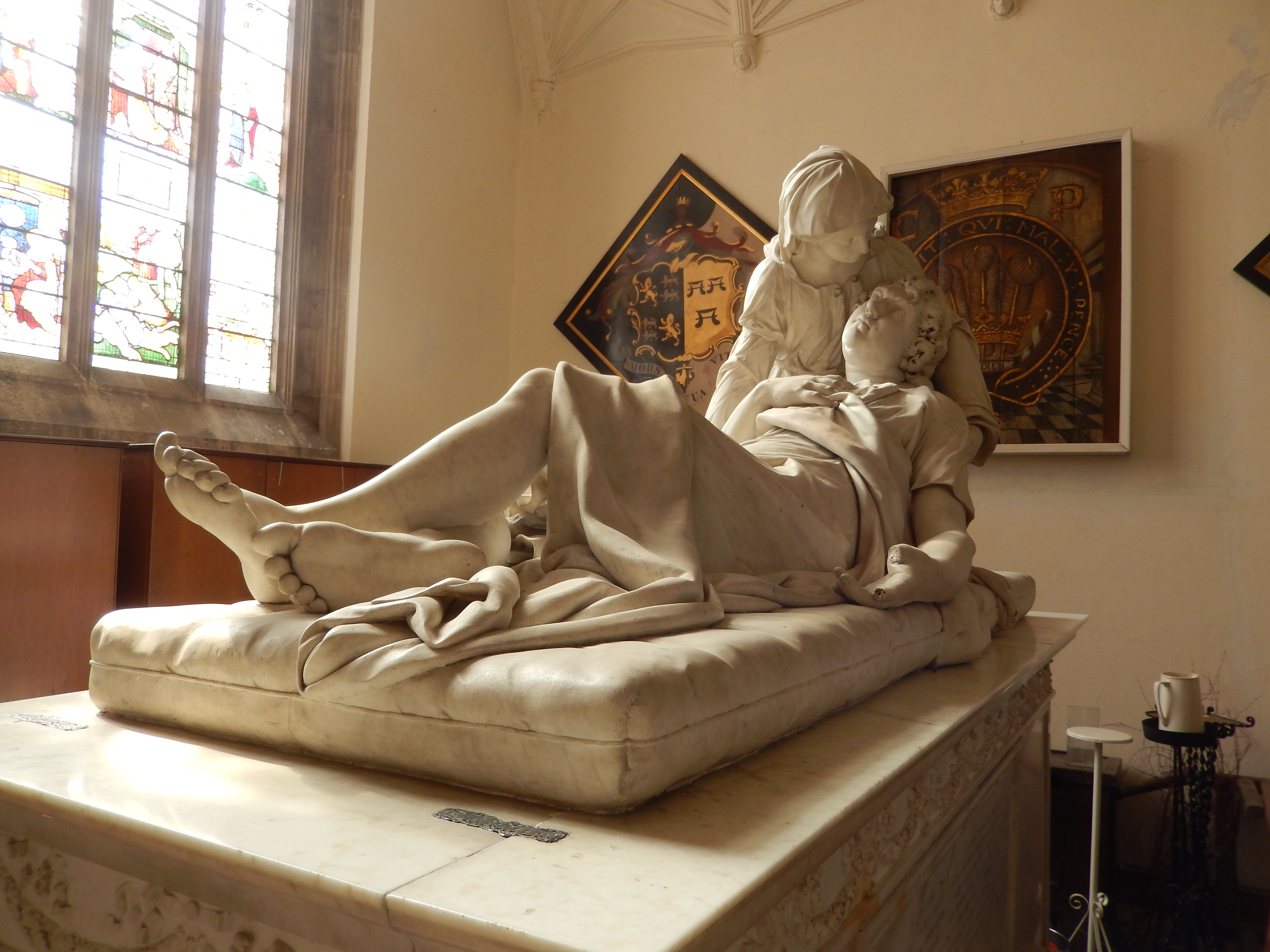
Tombe de Bernard Brocas de Beaurepaire (†1777) dans la chapelle de Brocas. Église Saint James de Bramley.

 Cette deuxième branche de Brocas, seigneurs et héritiers de Beaurepaire, s'éteindra par les mâles légitimes en 1777 avec le décès de Bernard Brocas de Beaurepaire, après 460 ans de présence en Angleterre. Son tombeau se trouve dans la Chapelle de Brocas, en l'église St James' Church, Bramley (en) dans le Hampshire. Il avait épousé en premier une demoiselle Reeve, sans postérité, puis en second mariage, Harriett Hunter (épouse Brocas), de Beech Hill, décédée en 1819 sans postérité.

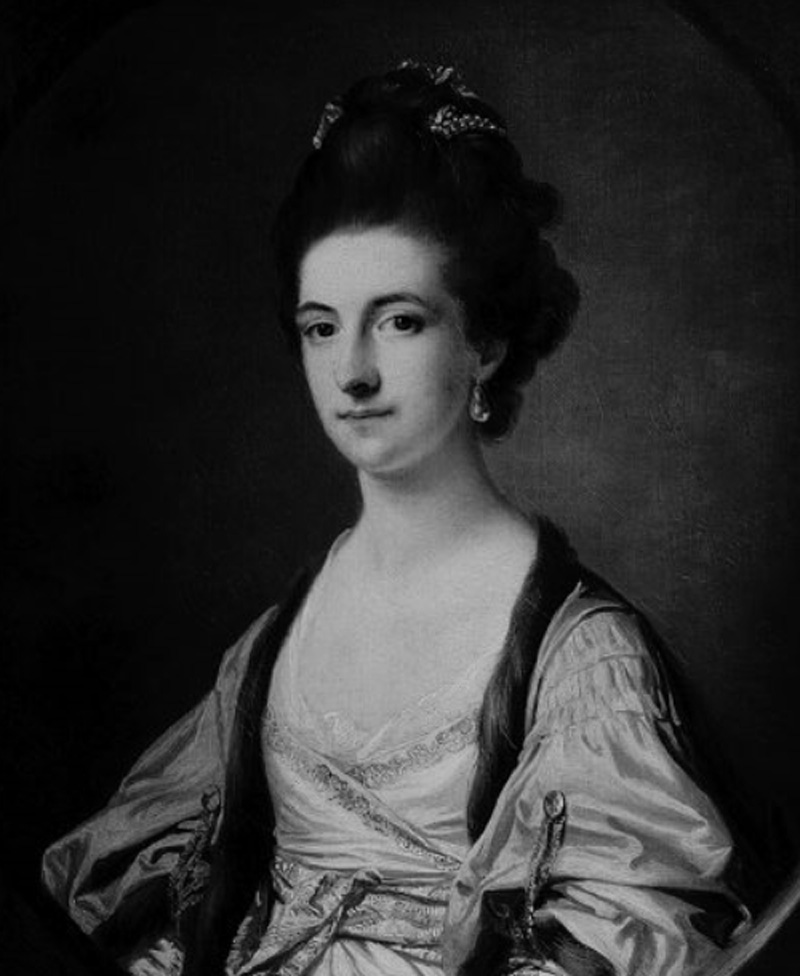
Harriett Brocas (née Hunter), circa 1770. Seconde épouse de Bernard Brocas, de Wokefield, de Beaurepaire (†1777).

.

### Offices tenus pour les rois d'Angleterre
Cette branche de Brocas de Beaurepaire donnera à l'Angleterre des Maîtres de la Cavalerie du roi ; des Connétables forestiers de Windsor ; des Connétable des châteaux, des geôles et des parcs du roi ; un Capitaine de Calais ; un Contrôleur de Calais ; un  Connétable d’Aquitaine ; un Contrôleur du connétable de Bordeaux ; un connétable de Bordeaux ; un Ambassadeur privé du roi d'Angleterre lors des négociations de mariage avec Pierre Ier de Castille. Mais encore un Chambellan de la Reine ; un Écuyer tranchant de la Reine ; un Chambellan de l’Échiquier ; un Notaire des chantiers du roi d'Angleterre ; Un Maîtres des chiens de chasse du roi.

### La légende des Brocas de Beaurepaire de Roche Court
Toutes les généalogies imprimées des Brocas de Beaurepaire, tant en Angleterre (Visitations et College of Arms), qu'en France, avant Arnaud de Brocas, mort en Écosse en 1314, sont fausses et légendaires. L'implantation des Brocas de Beaurepaire de Roche Court en Angleterre en 1066 est une pure invention. Elle doit être définitivement abandonnée, malgré les publications de nombreux auteurs anglais et français jusqu'à nos jours. 

Au XIXe siècle, Montagu Burrows, historien anglais (27 octobre 1819 - 10 juillet 1905), auteur anglais de l'histoire de cette branche "anglo-gasconne" avait déjà dénoncé cette légende et prouvé l'installation de ces derniers en Angleterre au XIVe siècle. Comment une famille de gentilshommes de Gascogne, inconnue en France, peut avoir un gisant dans une chapelle de l’Abbaye de Westminster, aux côtés des rois d’Angleterre ? Comment justifier un tel statut au XVIIe siècle pour les membres de cette famille qui devaient répondre de l’origine de leur noblesse anglaise depuis plus de trois siècles ? Cette famille n’était pas la seule en Angleterre à entretenir la douce idée que ses ancêtres « étaient arrivés avec Guillaume le Conquérant ». Comme le détaille très bien l’auteur de la biographie en anglais de cette famille, l’ensemble des autorités anglaises et françaises ont accepté, publié et recopié à volonté la « Légende des Brocas passé en Angleterre en 1066 avec Guillaume le Conquérant ! » sans jamais broncher. Cette légende a été rajoutée tardivement, au milieu du XVIIIe siècle, lors d'une restauration, au-dessus du gisant de Sir Bernard Brocas à Westminster. Il n’y a aucune trace, dans aucun registre, tant anglais que français, d’un Brocas en Angleterre durant la conquête de l'Angleterre, ni durant deux cent cinquante ans après la « Conquête de Guillaume en 1066 ». 

En revanche, leurs Manoir, notamment celui de Beaurepaire, à Sherborne-St John dans le Hampshire, détenus à partir du XIVe siècle, furent jadis la propriété de Normands et de  Poitevins arrivés avec Guillaume le Conquérant en 1066. Il en sera de même pour les familles qui contractèrent des alliances avec les Brocas à cette même époque ; ces dernières descendaient de compagnons de Guillaume le Conquérant. En conclusion, cette légende est bien le raccourcie de faits en partie réels mais inexacts. En l’absence d’archives et de documents au XVIIe siècle, la « Geste ou Légende de Brocas » était certainement la plus efficace des façons de transmettre une histoire orale, même approximative, de génération en génération.

### Armoiries
- Sable au léopard lionné d'or.
- Écartelé au 1 et 4 de sable au léopard lionné d'or (Brocas) ; au 2 et 3, de sable à deux léopards d'argent, posés l'un sur l'autre (blason de Marie des Roches, famille de Pierre des Roches et Guillaume des Roches, en Poitou et en Angleterre, seconde épouse de Bernard de Brocas[39].Armoiries de la Famille Brocas de Beaurepaire dans l'église St James de Bramley. Chapelle de Brocas, panneau C.

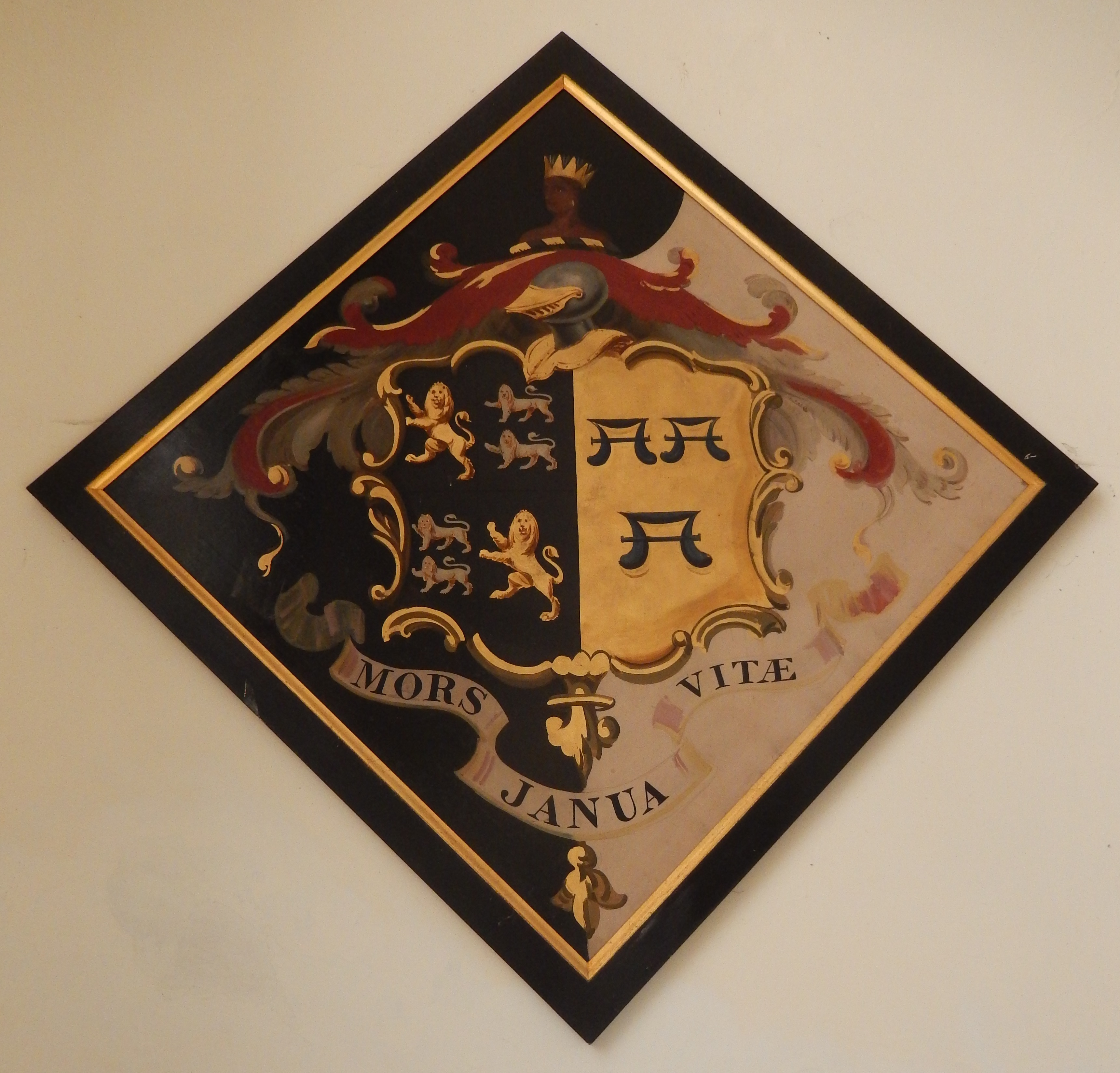
Armoiries de la Famille Brocas de Beaurepaire dans l'église St James de Bramley. Chapelle de Brocas, panneau C.

Cimier : Une tête de Maure décapitée de profil, surmontée d’une couronne à l’antique d’or.

### Principaux domaines en Angleterre
L'ensemble des différentes branches en Angleterre possèderont de nombreux manoirs (seigneuries). La plus grande partie de ces actes était rassemblée dans un coffre en chêne qui a traversé les âges. Ces documents ont été en parti publiés en 1886  ; la liste complète est consultable en ligne depuis 2024.
- Manoir de Clewer-Brocas près de Windsor. C'est le premier manoir de la famille en Angleterre. Il sera vendu par William Brocas en 1499 à Sir Reginald Bray (en).
- Manoir de Beaurepaire, Hampshire (en), à Sherborne St John, Hampshire[43]. Acquis en 1353 par Maître Bernard de Brocas (†1368), Clerc du roi d'Angleterre et son frère aîné Sir Jean de Brocas (c.a 1298-1365), chevalier[44].
- Manoir de Roche Cour (Roche Court) dans le Hampshire (comté), Normandie[45]. Il rentre dans la famille de Brocas par le mariage entre Marie des Roches et Sir Bernard de Brocas de Beaurepaire, chevalier. Marie des Roches est la fille de Sir Jean des Roches, jeune veuve de Sir Jean de Borhunte, chevalier. Elle est la descendante de Pierre des Roches. Ce manoir quittera la famille de Brocas de Beaurepaire trois siècles plus tard par le mariage de Lady Jane Brocas, héritière de Roche Court, (née en 1641) qui le transmettra à son époux Sir William Gardiner, 1er Baronnet de Roche Court de Jure uxoris en 1641[46].
- Manoir de chasse de Little Weldon, attaché à la charge héréditaire de Master of the royal Buck-Hounds (Maître d'équipage de Vénerie du roi d'Angleterre). Manoir et charge héréditaire de la Maison du roi possédés par la famille de Brocas après 1360 et vendu en 1633 à Lewis Watson (1er baron Rockingham). La famille de Brocas de Beaurepaire fait partie intégrante de l'histoire de la vénerie en Angleterre du  XIVe siècle au  XVIIe siècle. Les membres de la famille de Brocas, Maîtres des chiens Buckhounds du roi d'Angleterre furent[47] : Sir Bernard de Brocas (†1395) ; Sir Bernard de Brocas (†1400) ; William Brocas (†1456) ; William Brocas (†1484) ; John Brocas (†1492) ; William Brocas (†1506) ; John Brocas (†1512) ; Sir Brocas-Pexall (†1630) ; Thomas Brocas (jusqu'en 1633).
- Wokefield Park (en). En 1340, cette terre rentre dans la famille avec Sir Jean de Brocas, chevalier, (†1365), passe ensuite à son fils Sir Bernard de Brocas, chevalier (†1395), puis à son petit-fils Sir Bernard de Brocas, chevalier (†1400). En 1742, Henry William Paget, 2e comte d'Uxbridge, hérite du manoir qui l'a ensuite vendu à Bernard Brocas de Beaurepaire, écuyer (†1777), descendant du propriétaire du  XIVe siècle, Sir Jean de Brocas, chevalier.

## Guerre de Cent Ans
Tenant compte des dates, entre 1337 et 1453, pendant lesquelles a eu lieu la Guerre de Cent Ans, on peut comprendre les liens des premiers membres de cette famille de Brocas, d’origine landaise, avec les Plantagenêt, roi d’Angleterre et Duc d'Aquitaine. La majorité des informations sont attestées dans les Rôles Gascons et aux National Archives de Londres (Public Record Office).

### Rôles militaires et diplomatiques
Sir Jean de Brocas-Clewer (†15 janvier 1365) :
- En 1344, Sir Jean de Brocas est envoyé en ambassade pour féliciter Alphonse XI, roi de Castille, pour avoir enlevé la ville d’Algésiras aux Maures d’Espagne. Puis aux côtés de Guillaume de Pommiers, ils rapportent des Genet d'Espagne (cheval) en cadeau du roi d'Espagne à Édouard III d'Angleterre. Enfin, il est précurseur des négociations délicates (Ambassadeur secret du roi Édouard III pour les préliminaires « preliminary embassy »). Son poste de Diplomate est lié aux négociations secrètes de mariage entre une fille cadette d'Édouard III Plantagenêt, Jeanne d'Angleterre (morte en 1348) et Pierre Ier de Castille[48].
- En 1347-1348, Sir Jean de Brocas (†15 janvier 1365) reçoit de la Grande Garde-robe du roi, des tuniques pour les « Hastiludes » (Tournoi (Moyen Âge) de Lichfield[49]. À ce même tournoi participaient également Hugues de Courtenay (10e comte de Devon), (remplacé par son fils), et Guillaume de Bohun.

Pour Sir Bernard Ier de Brocas de Beaurepaire, chevalier (†1395) :
- Le 12 juillet 1377-1378, par lettres données à Westminster, le roi Richard II d'Angleterre nomme capitaine du Château de Calais (Citadelle de Calais), Sir Bernard Ier de Brocas de Beaurepaire, la plus haute fonction que l'on pouvait occuper en dehors de l'Angleterre et de l'Aquitaine à cette époque.
- Le 1er mai 1378, Sir Bernard de Brocas (Bernard Ier de Brocas de Beaurepaire, chevalier), en compagnie des chefs de la force militaire anglaise, Hugues de Calveley, Sir John Montagu, Guichard d'Angle, comte de Huntingdon, et Sir Hugh de Segrave (Hugh Segrave (en)), supervisent le rassemblement des troupes. Il est invité à faire Montre (militaire) d’armes, d'hommes et d’archers.
- Le 20 janvier 1379, Sir Bernard de Brocas reçoit l’autorisation de traiter avec les commissaires du même comte de Flandres.
- Le 24 juin 1379, Sir Bernard de Brocas reçoit pouvoir du Roi d’Angleterre, de traiter la continuation de l’alliance établie entre le roi Édouard, déjà mort, et Louis, comte de Flandre (Comté de Flandres).
- Le 12 juillet 1380, (toujours sir Bernard de Brocas) de Beaurepaire fut chargé de régler la rançon de Walerand, comte de Saint Pol.
- Le 11 janvier 1383-1384, par lettres royales données à Eltham, sir Bernard de Brocas de Beaurepaire fut nommé gouverneur du château de Sangatte, territoire aux mains des Anglais par le Traité de Brétigny.

### Faveurs reçues des rois d’Angleterre
- Le 28 juillet 1317, par lettres à Notyngham (Nottingham), Jean de Brocas (ca 1298-1365), reçoit du roi Édouard II, la concession de la maison de la Brissonnerie (Bresonoria) en Saintonge près de Saintes.
- Le 17 mai 1353, par lettres à Westminster, sir Jean de Brocas († 1352 s.p), chevalier, fils aîné du premier lit de sir Jean de Brocas (†1365), chevalier, reçoit du roi Édouard II d'Angleterre, la concession des terres et redevances à Bourg (Gironde) et en Bordelais (pays) (anciennes propriétés de Roger de Gavarret (Gabarret) et d’autres rebels du duché)[50].
- Le 22 octobre 1355, par lettres à Westminster, sir Jean de Brocas, (†1365), en tant que chevalier, obtint, du roi d'Angleterre Édouard III, sauvegarde et protection pour passer en Angleterre sur les vaisseaux anglais.
- Le 18 août 1360, par lettres à Westminster, sir Jean de Brocas (†1365), fut alloué, par Thomas, connétable d’Angleterre, fils du roi, gouverneur de la Grande-Bretagne, duc de Glocester et compte de Buckinham, une somme annuelle de quarante marcs.
- En 1355 et 1356, par lettres de sauvegarde, sir Bernard de Brocas de Beaurepaire, est porté sur deux listes des chevaliers qui devaient partir pour les pays d’outremer. En 1361, il obtint une nouvelle sauvegarde pour aller en Normandie.
- Le 27 juillet 1404-1405, par lettres données à Westminster, sir Jean de Brocas, écuyer, (mort célibataire, sans postérité), fils d'un second lit de sir Jean de Brocas, (†1365), reçut d'Henri IV, roi d'Angleterre, une gratification annuelle de 10 livres.

## Origines en Aquitaine

### Les Brocas en Chalosse
La première mention d'un membre de cette famille remonte à Guillaume du Broca [de Brocas] en 1047. Au début du XIIe siècle, entre 1092 et 1106/1107, Guillaume-Amanieu de Brocas "Le Croisé", sa femme Béliarde et leur fils Arnaud Ier de Brocas donnent le quart de la dîme de la villae de Maurans, dans la paroisse de Brocas en Marsan, à l’Abbaye de Saint-Sever. Cette famille est rapidement attestée dans l'Entre-deux-Mers à Duras aux côtés des Bouville, vicomtes de Bézaumes. Puis, à partir de 1163, parmi les jurats nobles de La Réole. La forme de son nom aura de nombreuses variantes au cours des siècles.
C'est au début du XIIIe siècle, en 1242, qu'une branche de cette Maison de Brocas, représentée par  Guillaume-Arnaud de Brocas et son fils et héritier Arnaud de Brocas sont attestés en Chalosse à  Sault-de-Navailles. Ils tiennent pour le compte d'Henri III (roi d'Angleterre) le château de Sault et son village, dont ils sont bourgeois et magistrats nobles. Cette branche est réputée pro anglais pendant la guerre de Cent Ans. La pétition de 1252 contre  Simon V de Montfort, Lieutenant du roi d'Angleterre en Aquitaine, montre que le château ou le village de Sault (ou les deux) étaient, au moment de cette pétition, aux mains de la famille de Brocas qui avait des terres ici, et dont la Maison ou clan (genus eorum) était installée dans cette ville. Cette branche de Brocas était à Sault-de-Navailles depuis au moins l’époque où Richard, comte de Cornouailles, fut Sénéchal en 1225. Expulsés de Sault-de-Navailles et spoliés par le seigneur de Navailles, époux de Marie-Bertrand de Sault, nous les retrouvons dans le voisinage proche à (Orthez) et autour de l'abbaye de Saint-Sever où cette famille noble possédait de très longue date des caveries (seigneuries de chevaliers) et des Dîme. Cette branche de Gascogne restait étroitement en relation avec la Guyenne au service du roi d'Angleterre car un membre de cette famille, Jean II de Brocas, est attesté en 1277 à Bordeaux au service  d'Édouard Ier, dont il était son valet (valettus regis, écuyer).
Au début du XIVe siècle, Guillaume-Arnaud II de Brocas (†1341) et son parent Arnaud de Brocas, valettus regis (†1314 en Écosse) servent dans l'Armée d'Écosse du roi d'Angleterre pour les guerres d'indépendance de l'Écosse. Arnaud de Brocas sera tué à la bataille de Bannockburn en Écosse. Ses enfants (Jean, Bernard, Arnaud), orphelins, seront alors envoyés comme "valettus regis" (Valet de la chambre du roi, écuyer) au service de la Maison du roi à Londres et dans des facultés pour devenir clerc du roi. Cette mort au combat d'Arnaud de Brocas précipitera l'installation de ses enfants orphelins en Angleterre à partir de 1321, sous la protection d'un autre Gascon, Olivier de Bordeaux.
En France, l'héritier de Guillaume-Arnaud de Brocas (†1341) est son fils aîné Menaud II de Brocas. Ce dernier sera présent à la Bataille de Crécy ainsi qu'à la bataille de Poitiers comme garde du corps du roi Edouard III. Les Brocas en Aquitaine resteront loyaux à la couronne anglaise, puis entreront alors au service des comtes de Foix-Béarn, de la Maison d'Albret et de la Couronne de France.
.

### Armoiries

Blason famille de Brocas.

De sable (héraldique) au léopard lionné (Lion (héraldique) d'or. 

Cimier : Une tête de Maure décapitée de profil, surmontée d’une couronne à l’antique d’or.

### Fiefs en Aquitaine
La Seigneurie de Brocas, en Marsan, est attestée en possession de cette famille au XIIe siècle. Depuis 1225, cette branche de Brocas, possède le Château de Sault XIIIe siècle et le bourg dont ils sont les magistrats nobles. D'après François Roger de Gaignières, ils sont parents avec Marie-Bertrand, héritière de la seigneurie de Sault (Sault-de-Navailles ). Au XIVe siècle, cette famille est seigneur du Brocas à Montaut (Landes). Autour de Saint-Sever, différents membres de cette famille sont seigneurs caviers (chevaliers). Ils tiennent les caveries (maisons nobles dans les Landes avec Droit seigneurial) de Saint Sarrian près de Saint-Sever ainsi que la Caverie de Labarthe à Mugron. Ils tenaient également au XIVe siècle les fiefs de Lux à Bougue, de Couget à Pujo-le-Plan, de Guanzon, de Saint Barbe et de  Sanboet à Bretagne-de-Marsan. Une branche, possédera la Caverie de Bouheben à Aubagnan, au moins du XVIe siècle au XVIIIe siècle.

### Offices en Aquitaine
Office attestés tenus pour la Maison Plantagenêt, roi d'Angleterre, en Aquitaine aux XIIIe siècle et XIVe siècle :
- XIIIe siècle : Châtelain de Sault[76].
- XIVe siècle : Bailli de Sort-en-Chalosse ; Bailli de Pouillon (Landes) à deux reprises ; Bailli d'Agen à deux reprises ; Bailli de Villeréal ; Bailli de l'Île d'Oléron ; Connétable du château royal de Tournon en Agenais ; Contrôleur du 3e compte du lieutenant du connétable à Bordeaux ; Gardien et exécuteur du sceau et du contre-sceau du roi d’Angleterre pour Bordeaux et Bazas ; Notaire de la Cour de Gascogne[77] ; Notaire royal à Bordeaux[78] ; Clerc du roi d'Angleterre ; Ecuyer du roi ; Garde du corps du roi ; Commissaire du roi pour prendre et recevoir les comptes, profits et émoluments de la seigneurie d’Aquitaine ; Connétable de Bordeaux[79] ; Connétable d’Aquitaine[80].